# 오회당
오회당(五懷堂)은 대한민국 경상북도 영천시 자양면 성곡리에 있는, 오회당 정석현을 추모하기 위하여 조선 영조 3년(1727)에 관찰사 권대규가 지은 건축물이다. 1975년 8월 18일 경상북도의 유형문화재 제76호로 지정되었다.

## 개요
오회당 정석현을 추모하기 위하여 조선 영조 3년(1727)에 관찰사 권대규가 지었다. 1977년 영천댐 건설로 인하여 지금의 위치로 옮겨 지었다.
소박하게 지어진 건물로, 앞면 4칸·옆면 1칸 규모이다. 지붕 옆면이 사람 인(人)자 모양인 단순한 맞배지붕인데, 양쪽 옆면에 눈썹지붕을 이어 달아서 마치 팔작지붕처럼 보이게 하였다. 이런 예는 영천지역에서 흔히 볼 수 있는 일반적인 것이다. 한쪽에 마루 2칸, 다른 한쪽에는 방 2칸을 나란히 들였다.

## 참고 문헌
- 오회당 - 국가유산청 국가유산포털